# Ludwig Thumm (Richter)
Ludwig Thumm (* 13. April 1920 in Frankenthal; † 11. April 2011 in Bruchsal) war ein deutscher Jurist, Richter und Vizepräsident des Bundesgerichtshofes.

## Leben
Thumm studierte Rechtswissenschaften. 1952 trat er in den Justizdienst des Landes Rheinland-Pfalz ein. Dort war er als Landgerichtsrat beim Landgericht Frankenthal (Pfalz), dann als Oberlandesgerichtsrat beim Oberlandesgericht Neustadt an der Weinstraße tätig. 1959 wurde er zum Dr. jur. promoviert. 1968 folgte seine Ernennung zum Präsidenten des Landgerichts Zweibrücken.
1970 wurde Ludwig Thumm zum Richter am Bundesgerichtshof gewählt und wirkte zunächst im IX. Zivilsenat mit. Dieser Senat war für Rechtsstreitigkeiten über die Entschädigung von Opfern nationalsozialistischen Unrechts zuständig. 1981 wurde Thumm der Vorsitz im V. Zivilsenat, zuständig für Grundstücksrecht, übertragen. Gleichzeitig übernahm er den Vorsitz des Senats für Landwirtschaftssachen. 1985 wurde Thumm zum Vizepräsidenten des Bundesgerichtshofes ernannt. Er trat 1988 in den Ruhestand.
Ludwig Thumm starb 2011 kurz vor Vollendung seines 91. Lebensjahres.